# Hanns Blaschke
Johann "Hanns" Blaschke, född den 1 april 1896 i Wien-Gumpendorf, Österrike-Ungern, död den 25 oktober 1971 i Salzburg, Österrike, var en österrikisk ingenjör och nazistisk politiker. Han var Wiens borgmästare från den 30 december 1943 till den 6 april 1945. Inom SS uppnådde han tjänstegraden Brigadeführer 1944.

## Biografi
Blaschke tog 1914 värvning i den österrikisk-ungerska armén och tjänstgjorde under första världskriget i ett fältkompani. Efter kriget studerade han vid Technische Universität Wien där han avlade ingenjörsexamen år 1922. Senare breddade han sin utbildning och avlade examen som patentjurist.
År 1931 anslöt sig Blaschke till det österrikiska nazistpartiet DNSAP, som dock förbjöds av förbundskanslern Engelbert Dollfuß 1933. Dollfuß, som var stark österrikisk nationalist, sökte med sin austrofascism bryta samarbetet mellan det österrikiska DNSAP och det tyska NSDAP, men efter Adolf Hitlers Machtergreifung i januari 1933 fick DNSAP ny luft under vingarna. Den politiska spänningen ökade och Dollfuß vidtog repressiva åtgärder mot nazisterna. Detta ledde i slutet av juli 1934 fram till den så kallade julikuppen, då omkring 150 österrikiska nazister, varav flera tillhörde Österreichischer Turnerbund, stormade Dollfuß kansli och sköt ihjäl honom. Kuppförsöket slogs dock ned av polis och militär. Blaschke greps dagen efter kuppen och dömdes i februari 1935 till livstids fängelse. Han frisläpptes emellertid i juli året därpå och flydde till Tyskland, där han verkade för Österrikes samgående med Tyskland.
Genom Anschluss den 13 mars 1938 annekterade Tyskland formellt Österrike. Samma dag utsågs den nazistiske politikern Hermann Neubacher till Wiens borgmästare. Två dagar senare blev Blaschke tredje vice borgmästare; den 25 mars befordrades han till förste vice borgmästare, en post han kom att inneha till slutet av december 1938.
I slutet av 1943 utnämndes Blaschke till Wiens borgmästare och försökte appellera till arbetarklassen med en rad reformer, men dessa fick inget brett folkligt stöd.